# مهرجان جازان الشتوي
مهرجان جازان الشتوي هو مهرجان سياحي يقام بمنطقة جازان جنوب غربي السعودية وذلك في فصل الشتاء من كل عام. ينظمه مجلس التنمية السياحية بمنطقة جازان بالتعاون مع الهيئة العامة للسياحة والتراث الوطني تحت مسمى «جازان الفل مشتى الكل» ويشتمل على العديد من البرامج والأنشطة والفعاليات والعروض المسرحية، ويستمر المهرجان لمدة شهر كامل حيث يهدف إلى إبراز تراث المنطقة الشعبي وتقديمه كمنتج سياحي من خلال قرية جازان التراثية الواقعة على كورنيش جازان الجنوبي التي أصبحت أحد معالم المنطقة البارزة.

## مهرجان شتاء جازان 24
تحت شعار "الليلة العريشية"، أقيمت في محافظة أبوعريش فعاليات "ليالي المحافظات" بشتاء جازان 24، عبر تقديم عروض تراثية وفلكلورية، وذلك بقرية جازان التراثية بالكورنيش الجنوبي. حيث قدّم بالمهرجان عروض فنية وفلكلورية، وألعاب الشعبية، ومأكولات تقليدية، إضافة إلى إبراز ثقافة جازان التراثية. وشاركت 40 أسرة منتجة بمنطقة جازان في فعاليات مهرجان "شتاء جازان 24"، وذلك بدعم من بنك التنمية الاجتماعية من خلال إعداد وتجهيز معرض الأسر المنتجة، الذي احتوى على العديد من الأنشطة المتنوعة والمميزة، منها الحرفي والخدمي والصناعي، ومنها البخور والعطور وأكلات شعبية وطباعة حرارية والقهوة والبهارات وصناعة الصابون والشموع.